# Nervio espinal cervical 2
 El nervio espinal cervical 2 (C2) es un nervio espinal del segmento cervical.
Se origina en la columna vertebral por encima de la vértebra cervical 2 (C2). 